# Chancro
Un chancro (del francés chancre, y este del latín cancer) es una lesión primaria de la sífilis, indolora, que aparece en el lugar de entrada de la infección. Se presenta como una pápula pequeña o como una erosión, se convierte en una lesión redondeada u oval, y cáncer endurecido y ligeramente elevada con una superficie erosionada que expulsa un líquido seroso y da lugar a una linfadenopatía regional firme no dolorosa y sin fluctuación (bubo) que cura sin dejar señales.
El término linfadenopatía describe la hinchazón de los nodos linfáticos - órganos en forma de frijol que se encuentran debajo de la axila, en la ingle, en el cuello, en el pecho y en el abdomen, y que actúan como filtros del líquido linfático a medida que este circula por el cuerpo. La linfadenopatía puede producirse en una sola región del cuerpo como por ejemplo, el cuello, o puede ser generalizada, es decir, se incrementa el tamaño de los nodos linfáticos en diversas regiones. Los linfonodos cervicales, que se encuentran en el cuello, son el lugar más frecuente de linfadenopatía.
También se conoce como chancro a la lesión indolora causada por la picadura de una mosca del género Glossina  conocida como mosca tsetsé, la cual es vector de la tripanosomiasis africana o enfermedad del sueño.
Es además el nombre atribuido a una infección bacteriana causada por un organismo llamado Haemophilus ducreyi.
No debe confundirse el chancro sifilítico ni ninguno de los chancros animales con los chancros micóticos que ciertos hongos parásitos provocan principalmente en vegetales, como por ejemplo el chancro del castaño.